# Pintassilgo-negro
O  Pintassilgo-negro (Spinus atratus ou Carduelis atrata) é um pássaro da família   Fringillidae.

## Descrição
Com um comprimento de cerca de 12-13cm, o macho é quase todo negro brilhante, o amarelo intenso aparece apenas no baixo ventre, nas asas (uma barra) e na cauda (algumas penas). A fêmea tem as mesmas cores apenas são menos intensas. Nos juvenis o preto é mais acinzentado e o amarelo é mais alaranjado. A barra alar amarela é mais larga nos machos do que nas fêmeas.

## Distribuição
Distribui-se por seis países ao longo da Cordilheira dos Andes, Argentina, Bolívia, Chile,Brasil e Peru.

## Habitat
O seu habitat natural estende-se pela Argentina, Bolívia, Chile, e Peru, em matagais e prados de montanha pedregosos e semi-áridos (punas), dos 2000m aos 4800m. Frequenta as zonas rochosas semeadas de moitas e arbustos, as escarpas, as vertentes atapetadas de plantas herbáceas (paramos), os prados de gramíneas, os pequenos bosques abertos, os planaltos andinos, as estepes e as pradarias (pampas).
No Chile encontra-se nas altas cordilheiras da zona norte, a alturas entre os 3.500m  e os 4.500m, chegando mesmo a nidificar aos 4500m.
No Peru encontramo-lo a partir dos 2600m, na Argentina entre os 2000 e os 3000m. Para sobreviver ao ar rarefeito destas altitudes, o seu sangue tem mais glóbulos vermelhos do que o dos pássaros de zonas mais baixas. Além disso, estão bem adaptados a grandes amplitudes térmicas, pois têm que suportar temperaturas que vão dos +22 aos -22 °C, com flutuações de 20 °C entre o dia e a noite.

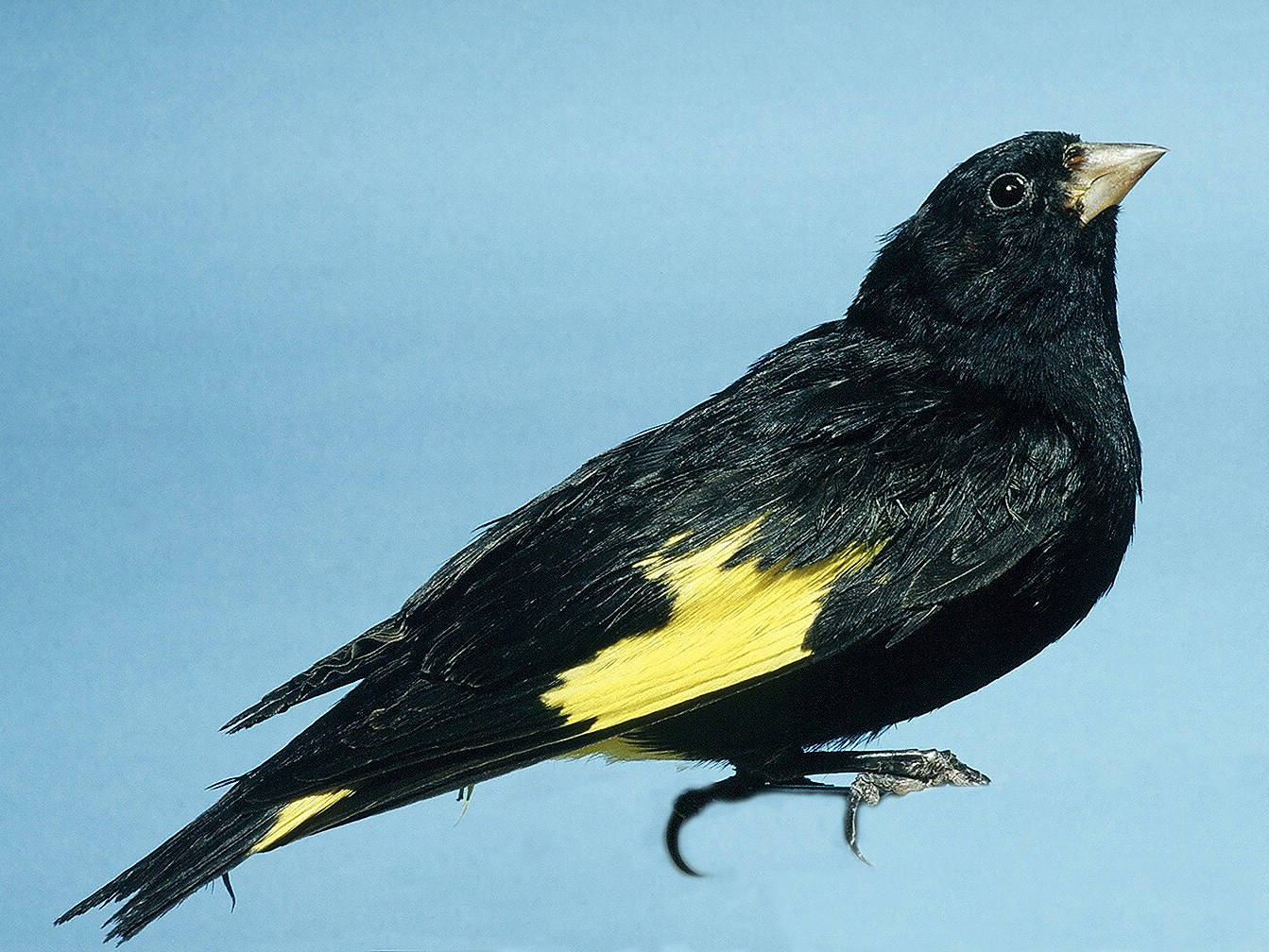
Pintassilgo negro

## Alimentação
Alimenta-se de sementes de plantas herbáceas e de arbustos, de pequenos insectos e também de cereais como a cevada ou o trigo. Gosta em especial de sementes de plantas nativas como a quinoa (Chenopodium quinoa), o carraspique boliviano (Thlaspi arvense), o plantago (Plantago major), o nabo silvestre (Brassica campestris), o amaranto (Amaranthus caudatus). Segundo fotos de Ottaviani (2011) também consome sementes de Coreopsis, das espécies sul-americanas de baccharis, e de uma poácea, calamagrostis(Calamagrostis ovata).

## Nidificação
O período de reprodução inicia-se com o fim do estação das chuvas, em Novembro, com o florescimentos das plantas. O ninho é construído pela fêmea num arbusto, numa árvore, ou numa fenda ou parapeito numa parede rochosa. É feito com raminhos, fibras vegetais, musgo, e forrado com pêlos e penugem vegetal. Põe 3 a 5 ovos branco-azulados com pintas acastanhadas. A incubação dura 12 dias e as crias permanecem no ninho durante 2 semanas.

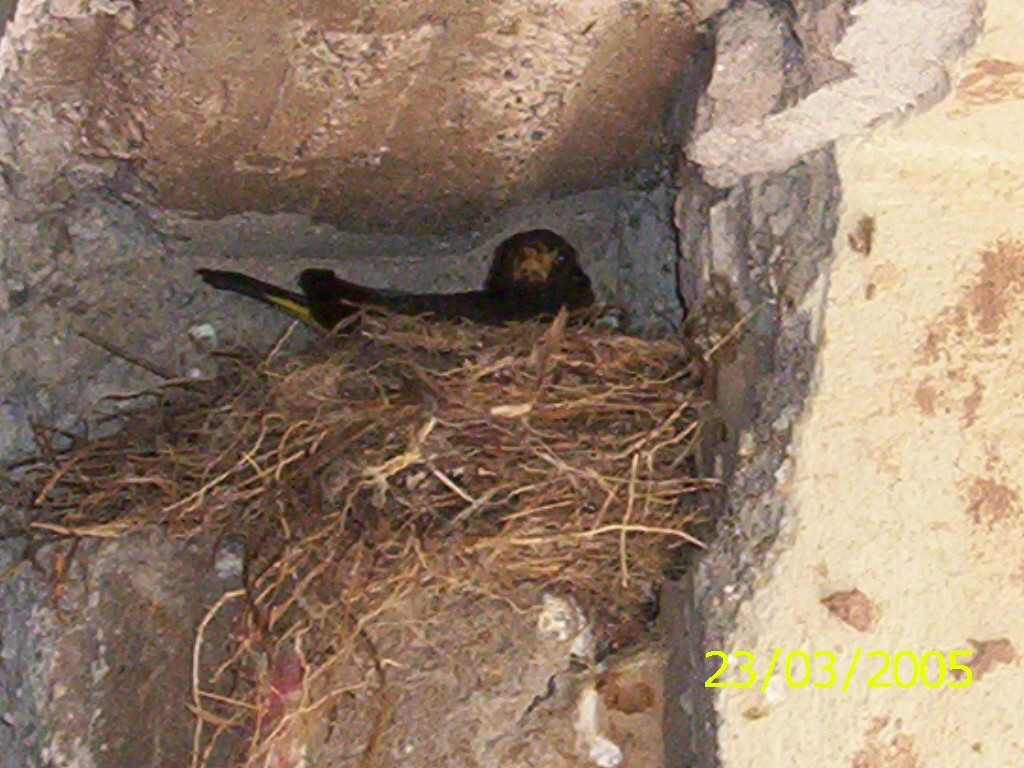
Fêmea a incubar (ninho nas rochas).
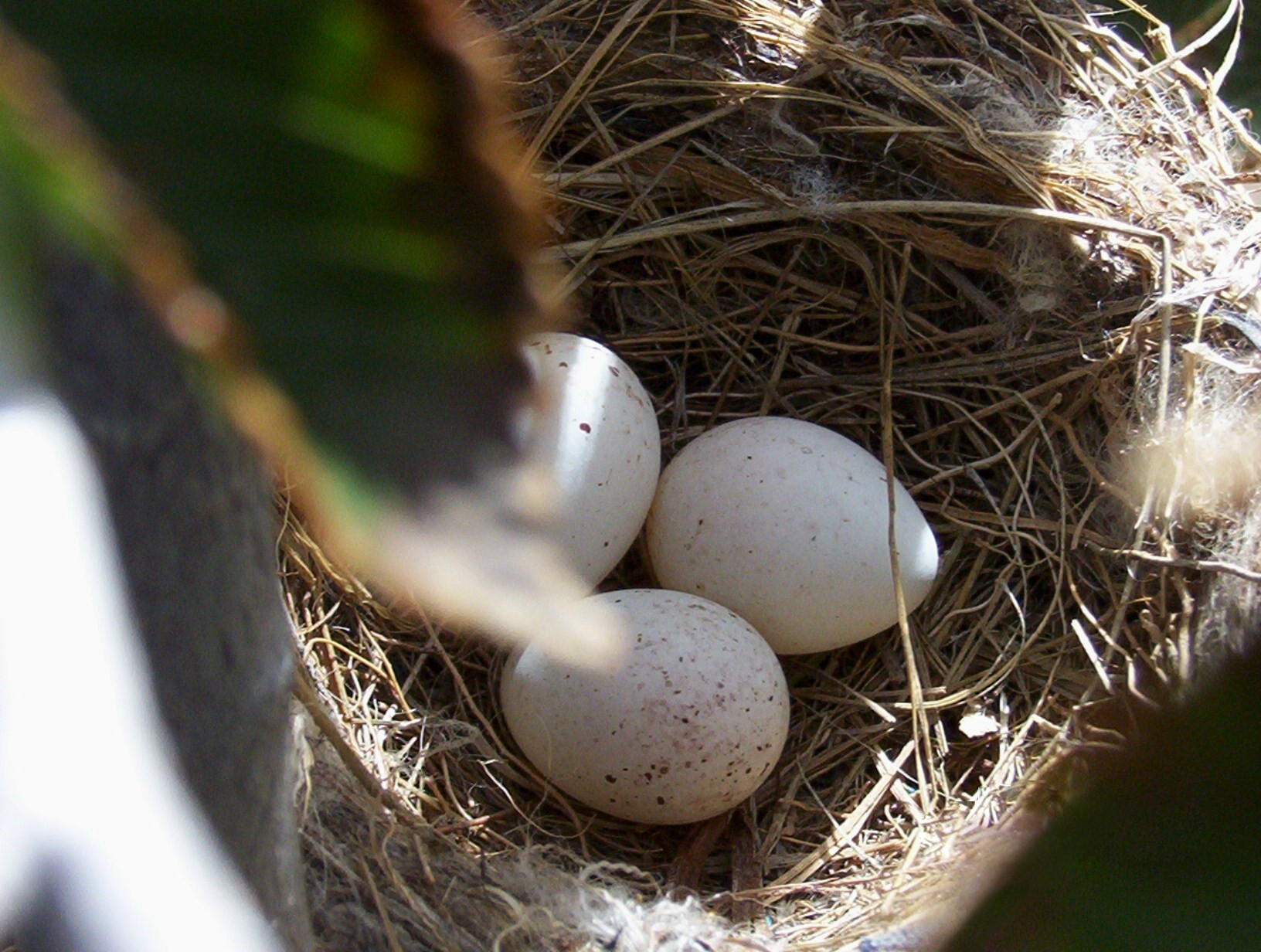
Três ovos de c.atrata.
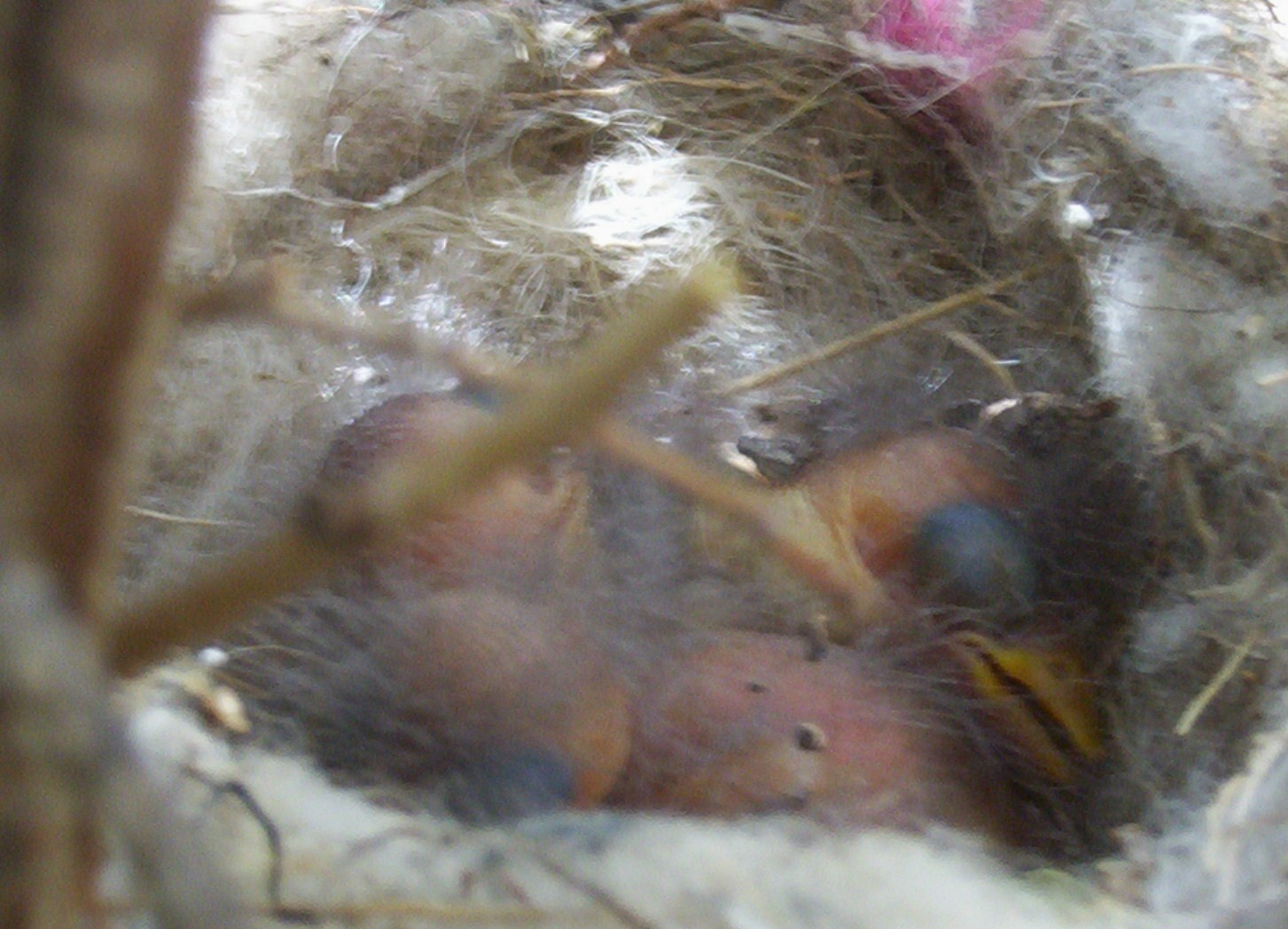
Crias com 5 dias.
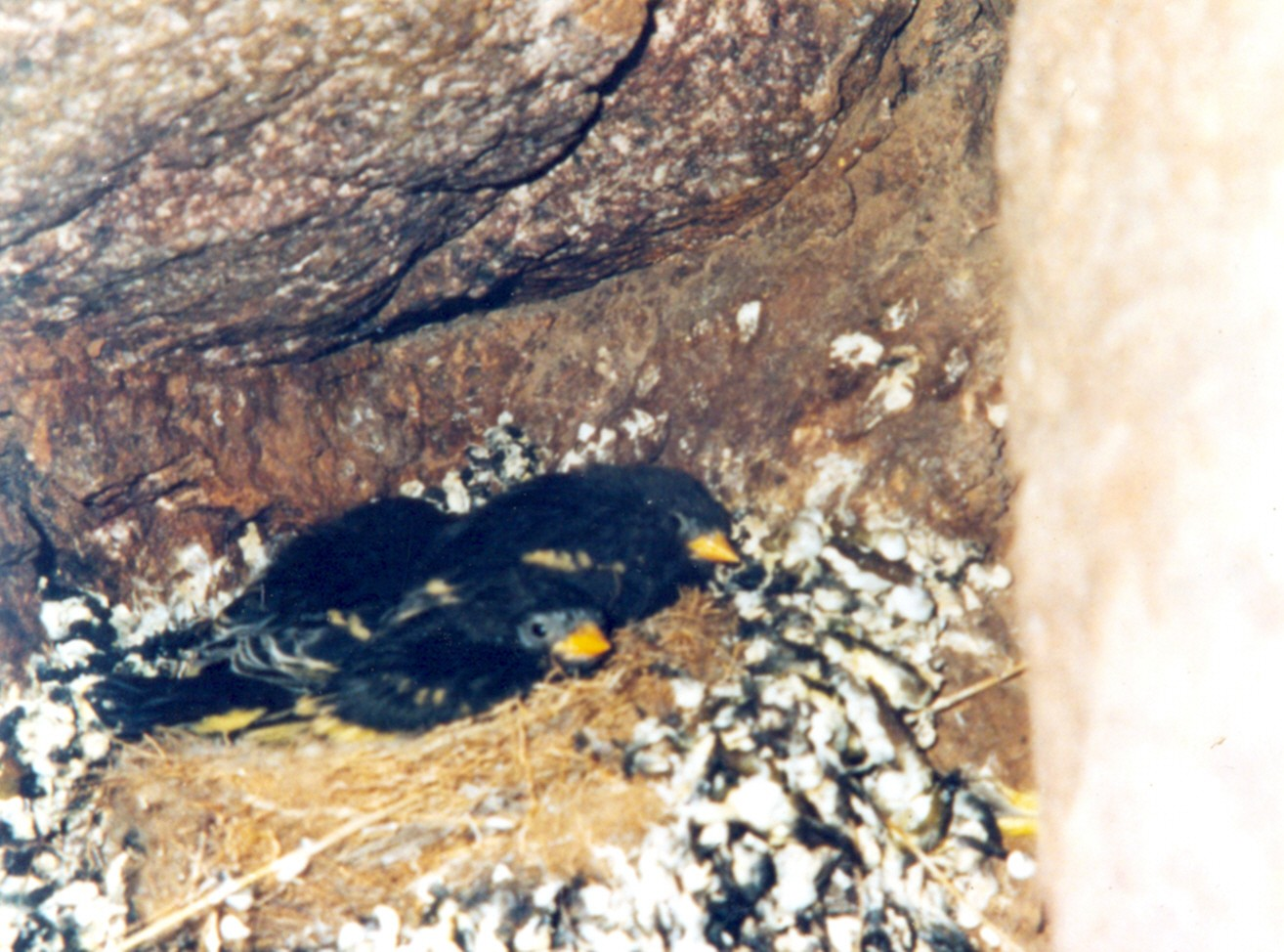
Crias já com penas.

## Taxonomia
Foi descoberto por d'Orbigny e Lafresnaye, em 1837,  em La Paz, Bolivia. Recentemente foi proposto incluir esta espécie nos géneros Spinus ou Sporagra, sendo atualmente incluido no género Spinus. Sem subspecies.

## Filogenia
Obtida por Antonio Arnaiz-Villena et al.